# Келчиглувек
Келчиглувек (пол. Kiełczygłówek) — село в Польщі, у гміні Келчиглув Паєнчанського повіту Лодзинського воєводства.
Населення — 144 особи (2011).
У 1975-1998 роках село належало до Серадзького воєводства.

## Демографія
Демографічна структура станом на 31 березня 2011 року:
|          | Загалом | Допрацездатний вік | Працездатний вік | Постпрацездатний вік |
| -------- | ------- | ------------------ | ---------------- | -------------------- |
| Чоловіки | 80      | 11                 | 59               | 10                   |
| Жінки    | 64      | 12                 | 33               | 19                   |
| Разом    | 144     | 23                 | 92               | 29                   |